# Christopher Billop
Christopher Billop o Billopp (c. 1738 - 29 de març de 1827) fou un lleialista britànic durant la Revolució Americana. Va comandar un destacament conservador durant la guerra que li va valer el sobrenom de «Coronel Tory». Després de la Revolució Americana, va emigrar a Nova Brunswick, al Canadà, juntament amb altres lleialistes i es va convertir en polític. Va representar Saint John a la 1a Assemblea legislativa de Nova Brunswick.